# Megachile eurycephala
Megachile eurycephala är en biart som beskrevs av Wu 2005. Megachile eurycephala ingår i släktet tapetserarbin, och familjen buksamlarbin. Inga underarter finns listade i Catalogue of Life.